# Стокмаркнес
Сто̀кмаркнес (на норвежки: Stokmarknes) е град в Северна Норвегия. Разположен е на остров Хадсельоя във фиорда Хадселфьор на Норвежко море във фюлке Норлан на около 1000 km северно от столицата Осло. Главен административен център е на община Хадсел. От Стокмаркнес е норвежката рокгрупа „Мадрюгада“. Туристическа атракция е корабът-музей Хютигрютемюсее. Има малко пристанище. Население 3125 жители според данни от преброяването към 1 януари 2008 г.